# Buchenbachwaterval
De Buchenbachwaterval ligt een uur lopen vanaf het station Lauterbrunnen het dal in richting Stechelberg aan de rechter zijde van het trogdal. De beek ontspringt op het plateau ten noorden van Mürren. Het is meestal maar een smal stroompje omdat het stroomgebied maar 0,5 vierkante kilometer bedraagt. Toch is hij de op een na hoogste waterval van het dal en van heel Zwitserland. Alleen de Mürrenbachwaterval is hoger, die iets verderop in het dal stort.
Aan de zijdkant van de Buchenbachwaterval is een geliefde afsprongplaats voor Basejumbers. De plaats heet The Nose, de neus of Base Exit. De afsprongplaats is binnen een half uur te bereiken van het treinstation Winteregg van de Bergbahn Lauterbrunnen-Mürren (BLM). De hoogte van de afsprong tot de landingsplaats is ongeveer 500 meter. 
Er is een informatiebord voor de waterval aanwezig, zodat de waterval voor iedereen herkenbaar is.